# 百靈果News
《百靈果News》是臺灣的自媒體，以及旗下同名Podcast新聞節目，由王晴蒂（凱莉）與楊超然（Ken）共同主持。

## 沿革
凱莉和Ken在扶輪社認識，兩人最初互看不順眼，但後來成為很好的搭檔。2014年，台灣發生太陽花學運，凱莉和Ken希望台灣的事件被更多國家看見，並認為首先要讓更多台灣人關注世界上的消息。凱莉是加州明德大學蒙特雷國際研究學院碩士，Ken是上海中歐國際工商學院碩士，都有英語基礎，便萌生報導國際新聞的念頭，因此在2015年成立《百靈果News》的前身《國際狗語日報》。《國際狗語日報》並非Podcast節目，內容是凱莉帶著自家的狗在朋友經營的咖啡廳裡錄製講述國際新聞的影片，但並未受到歡迎。之後兩人開始嘗試不同的播報方式，製作節目《無料福利社》，並受全國廣播邀約，製作《百靈果News》節目。
「百靈果News」的名稱取自日本Podcast節目（意為「雙語新聞」），該節目也同樣是一男一女進行主持，並以日語和英語播報國際新聞。凱莉和Ken寫信向的主持人討教，並商請沿用其名稱。《百靈果News》以中英雙語的方式報導國際新聞，並以台灣的觀點進行評論，報導風格輕鬆，亦不忌諱觸碰敏感政治議題，自詡為「華語界最自由的雙語國際新聞」。凱莉表示，放眼華語世界，無論新加坡或馬來西亞，都不像台灣這麼自由，並認為只有台灣才能發出這樣的聲音。
2018年，《百靈果News》開始朝Podcast發展。2019年，全國廣播不再和兩人續約，該節目也從全國廣播中獨立出來。除了原有的國際新聞節目，兩人也開始製作其他類型的節目，包括訪談節目《KK Show》、書籍導讀單元《讀書會》和脫口秀節目《Tough Bobas: Taiwan Uncensored》。另外也多次舉辦實體活動，在戶外空間進行Podcast節目，並和現場觀眾交流。
《Tough Bobas: Taiwan Uncensored》（反共波霸：無碼台灣）在2022年推出，混合英文脫口秀和短劇，第一季共四集。在該節目的設定中，兩人以波霸奶茶店的地下室為據點。內容涉及諸多政治議題，例如在第三集的劇情中，陳之漢飾演的「中國」就以暴力脅迫負債的Ken承認「台灣是中國的一部分」。TVBS新聞台在引用該節目第一集的片段時，私自將字幕中的「中國」改成「大陸」，遭到《百靈果News》嘲弄一番。
根據Spotify統計，在該公司的平台上，《百靈果News》是2020年台灣最受歡迎的Podcast節目，而該節目也被愛好者稱為「邪教」，和《台灣通勤第一品牌》、《股癌》並稱台灣Podcast界的「三本柱」。
凱莉和Ken都是三立台灣台電視劇《天之驕女》的觀眾，並經常分享觀劇心得，之後兩人也客串該劇，演出國際媒體記者。

## 爭議
1. 在2022年底訪問陳之漢的論述：「網紅為什麼要有公共責任？人民有繳稅給我嗎？」[18]
2. 認為太陽花是靠賣萌搞笑。[18]
3. 表示1450真的很好笑，就像是被白嫖的妓女一樣。[18]
4. 表示為國家犧牲這種說法是一件很共產黨的說法。[18]
5. 以獎金懸賞投票方式，公審集體霸凌其他粉專。[19]

## 外部連結
- 《百靈果》官方網站